# Kormosó
Kormosó (szlovákul: Krnišov) Hontkirályfalva településrésze, korábban önálló falu Szlovákiában, a Besztercebányai kerületben, a Korponai járásban.

## Fekvése
Korponától közúton 12 km-re, (de légvonalban csak 5 km-re) nyugatra fekszik.

## Története
1266-ban említik először "Kurumsou" alakban. 1317-ben "Kurumsou", 1342-ben "Kurumpsou" alakban szerepel majd 1476-ban "Kormoso" a korabeli forrásokban. Birtokosok: a Kormos család birtoka,majd a XV. századtól kezdve Litva várának tartozéka, 1476-ban 12 lakott és 2 elhagyott jobbágy telekkel. — Jobbágynevek: Antonius et Mathias Benedek, Georgius Cordan, Benedictus Gywre, Blasius Iwanycz, Andreas Lathowycz, Gregorius Lukacz, Antonius et Johannes Marthon, Andreas Polyak (d), Antonius Taga, Nicolaus Valach,
Thomas Vano (d), Paulus Weczko (1476), Martinus, Antonius, Gregorius Walachus,
Mathias Drenay (1477). — Határjelei: Berch, Bozoupotok, Megepatoka (1266).
A Hont-Pázmány nemzetség ősi birtoka, majd Litva várának uradalmához tartozott. Később az Illésházyak és a Koháryak birtokolták. A 16. században Werbőczi István a birtokosa, majd a csábrági váruradalomhoz tartozott. A 19. században a Coburg család a tulajdonos. 1558-ban 25 portája volt. 1715-ben 49, 1720-ban 38 portája adózott. 1828-ban 62 házában 382 lakos élt. Lakói mezőgazdasággal, pásztorkodással, szőlőtermesztéssel foglalkoztak. A 19. század végén gőzfűrész működött a községben.
Vályi András szerint "KORMOSO. Krompov, Tót falu Hont Várm. földes Ura G. Kohári Uraság, lakosai katolikusok, és evangelikusok, fekszik Selmetzhez 1 1/2, Korponához pedig 3/4 mértföldnyire, legelője van elég, fája mind a’ két féle, piatzozása Selmetzen, szőlő hegye tsekély borokat terem, földgyének nagyobb része sovány, és nehezen miveltetik."
Fényes Elek geográfiai szótárában "Kórmoss, Honth vm. tót falu, Zólyom vmegye szélén, a hegyek közt: 15 kath., 367 evang. lak., kik a korponai határban szőlőt mivelnek. Kat. paroch. templom. Fenyves, bikkes erdő. F. u. h. Coburg. Ut. p. Selmecz." Archiválva 2007. szeptember 27-i dátummal a Wayback Machine-ben
1910-ben 385, túlnyomórészt szlovák lakosa lakosa volt. A trianoni békeszerződésig Hont vármegye Korponai járásához tartozott.

## Nevezetességei
- Evangélikus temploma 1794-ben épült, 1911-ben neogótikus stílusban építették át.
- A faluban a népi építészet számos szép példája látható.
- A falu kézműveseiről, főként kosárfonóiről, kovácsairól volt híres.

## Külső hivatkozások
- Községinfó
- Kormosó Szlovákia térképén Archiválva 2007. március 12-i dátummal a Wayback Machine-ben
- Tourist-channel.sk
- Regionhont.sk
- E-obce.sk Archiválva 2013. július 15-i dátummal a Wayback Machine-ben
- Hont vármegye Mohács előtt (Budapest, 1971) | Könyvtár | Hungaricana